# Пчёлкино (Владимирская область)
Пчёлкино — деревня в Селивановском районе Владимирской области России, входит в состав Волосатовского сельского поселения.

## География
Деревня расположена в 21 км на юго-восток от центра поселения посёлка Новый Быт и в 9 км на север от райцентра рабочего посёлка Красная Горбатка.

## История
В конце XIX — начале XX века деревня называлась Баракова Саранча и входила в состав Больше-Григоровской волости Судогодского уезда, с 1926 года — в составе Дубровской волости Муромского уезда. В 1859 году в деревне числилось 29 дворов, в 1905 году — 57 дворов, в 1926 году — 55 дворов.
С 1929 года деревня входила в состав Копнинского сельсовета Селивановского района, с 1940 года — в составе Волосатовского сельсовета, с 2005 года — в составе Волосатовского сельского поселения.

## Население
| 1859 | 1905 | 1926 | 2002 | 2010 | 2021 |
| ---- | ---- | ---- | ---- | ---- | ---- |
| 256  | ↗262 | ↗290 | ↘16  | ↘8   | ↘2   |